# Attwenger
Attwenger ist eine österreichische Band der Neuen Volksmusik aus Linz.

## Geschichte
1989 wurde in der Linzer „Stadtwerkstatt“ die Band Urfahraner Durchbruch gegründet, die ausschließlich tradierte Volksmusik in der Besetzung zwei Geigen, Steirische Harmonika, Gitarre und Bassgeige spielte. Nach nur zwei Jahren löste sich die Gruppe wegen unterschiedlicher musikalischer Auffassungen in zwei Nachfolgegruppen auf: die Urfahraner Aufgeiger und Attwenger. Der Name Attwenger stammt aus einem Gstanzl, das im oberösterreichischen Regionalradio gespielt wurde.
Attwenger sind Markus Binder (Schlagzeug, Gesang, Maultrommel) und Hans-Peter Falkner (Steirische Harmonika, Gesang).
Attwenger kooperierte mit verschiedenen internationalen Musikern und Gruppen, so etwa mit dem britischen Avantgardegitarristen Fred Frith oder der serbischen Roma-Blaskapelle Boban Marković Orkestar.
1995 kam der Attwengerfilm von Florian Flicker in die Kinos, ein Porträt der Musiker mit Konzertaufnahmen, Video-Clip-artigen Umsetzungen einiger Lieder und Interviews mit Musikerkollegen. 
2003 wurde Attwenger mit dem FM4-Alternative Act-Amadeus Austrian Music Award ausgezeichnet. 2007 wurde als erste Single-Auskopplung aus dem neuen Texta-Album Paroli der in Zusammenarbeit mit Attwenger entstandene Titel (So schnö kaust gor net) schaun veröffentlicht. Zahlreiche Auftritte weltweit folgten.
2013 erschien CLUBS (Live CD and Roadmovies DVD). Laut Eigenbeschreibung von Attwenger „ein virtuelles Attwenger Konzert mit Live-Samples aus den Jahren 2001–2012“.
 Als Gastmusiker wirkten mit: Fred Frith, Shelley Hirsch, Harri Stojka und Sigi Maron. Am 26. Oktober 2013 fand der 700. Live-Auftritt von Attwenger im Rocket Club, Landshut statt.

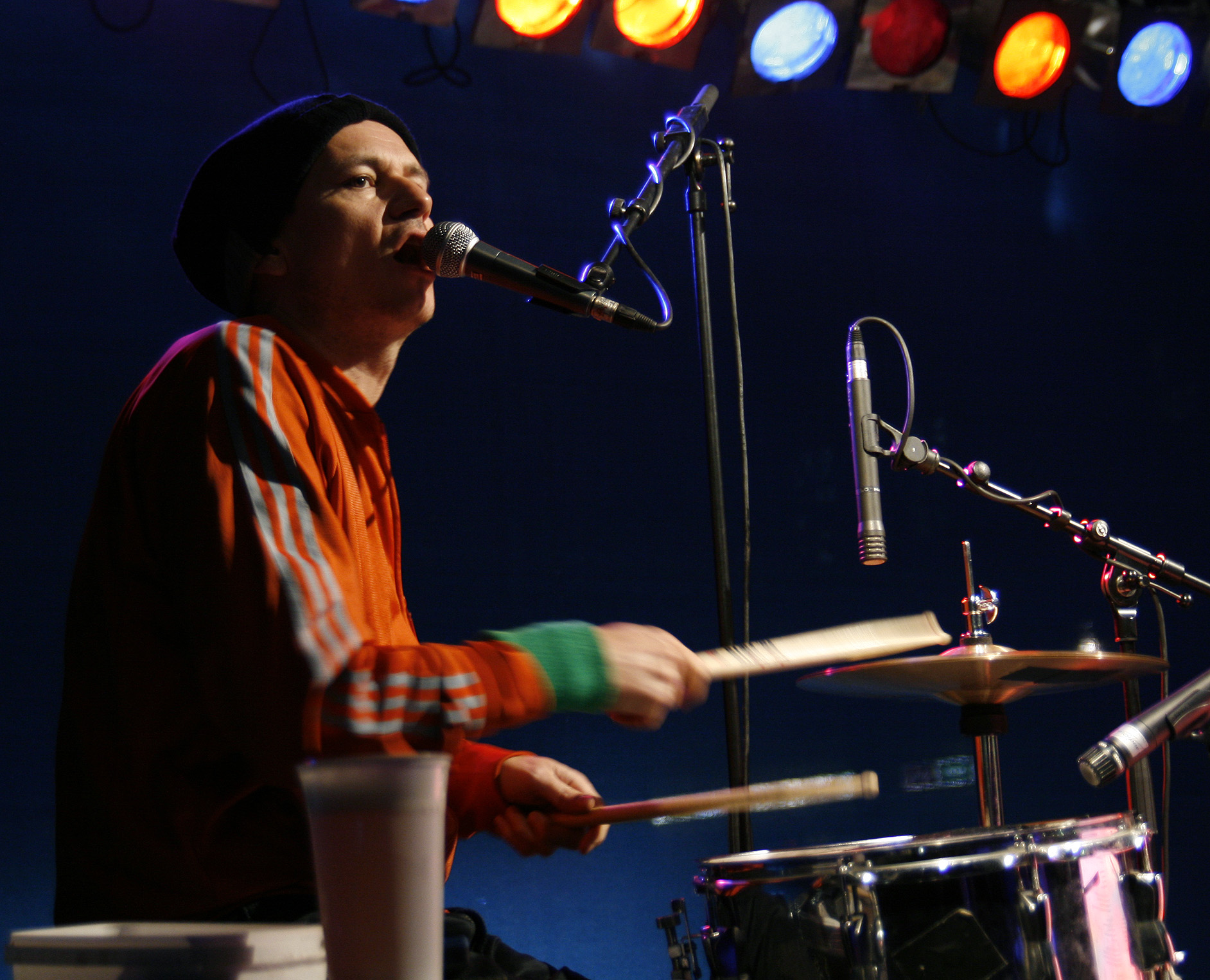
Markus Binder
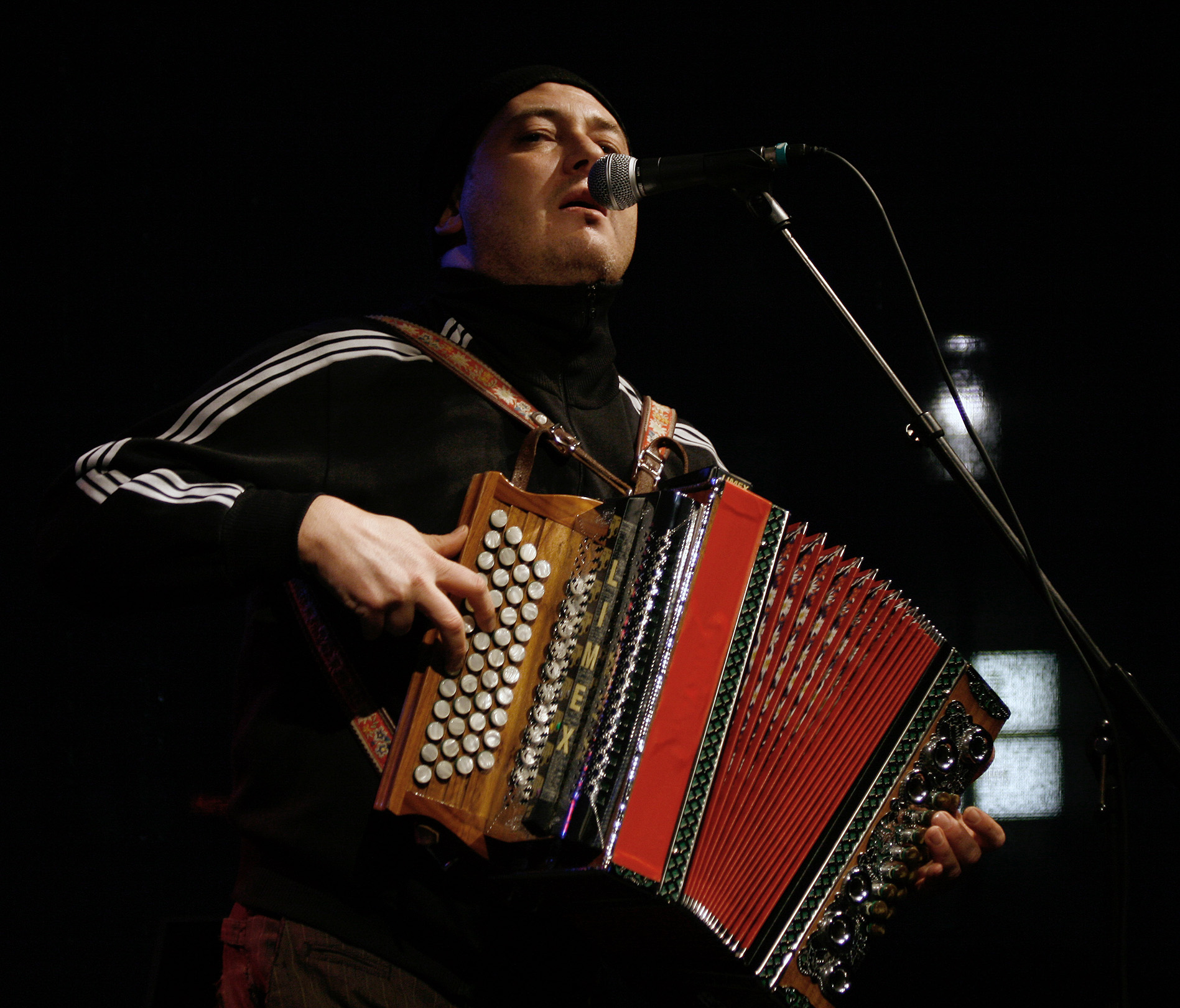
Hans-Peter Falkner

## Stil
Im Laufe ihrer Entwicklung hat die Band verschiedene Adaptionen der traditionellen Mundartmusik entwickelt, die ausschließlich mit in Mundart verfassten Texten kombiniert werden. Dabei wurden zunächst besonders starke Anleihen beim Punk (Feedback und Uptempo auf Pflug), Hip-Hop („schwarze“ Rhythmen, Akkordeon als Loopelement auf Luft) und Drum and Bass (endlose Trance-Nummern mit mäanderndem, repetitivem Gesang auf Song) gemacht, bis der typische Attwenger-Sound als einzigartige Aneignung mitteleuropäischer Folklore entstand.
Auf den Alben dog und flux treten die Elemente Blues, Rock ’n’ Roll und Breakcore hinzu. Die Texte sind teils deutlich sozialkritisch, teils eher dadaistisch angelegt.
Eine typische Sprachspielerei sind die Titel einiger Alben, die sowohl auf Englisch wie auch in oberösterreichischem Dialekt lesbar sind, aber teils unterschiedliche Bedeutung haben:
- song: „sagen“ im Dialekt, „Lied“ auf Englisch
- sun: „Sonne“ im Dialekt, sowie auf Englisch
- dog: „Tag“ im Dialekt, „Hund“ auf Englisch
- spot: „spät“ im Dialekt, „(Blick)Punkt“ auf Englisch
- hintn umi/hitting on me: „hinten herum“ im Dialekt, „einschlagen, bedrängen“ auf Englisch
- drum: „darum“ im Dialekt, „Trommel“ auf Englisch

## Diskografie
| Jahr | Titel | Höchstplatzierung, Gesamtwochen, AuszeichnungChartsChartplatzierungen (Jahr, Titel, Platzierungen, Wochen, Auszeichnungen, Anmerkungen) | Anmerkungen |
| Jahr | Titel | AT | Anmerkungen |
| ---- | ----- | --- | ----------- |
| 1992 | Pflug | AT31 (3 Wo.)AT |             |
| 1993 | Luft  | AT30 (3 Wo.)AT |             |
| 1997 | Song  | AT26 (7 Wo.)AT |             |
| 2002 | Sun   | AT10 (12 Wo.)AT |             |
| 2005 | Dog   | AT12 (5 Wo.)AT |             |
| 2011 | Flux  | AT4 (16 Wo.)AT |             |
| 2013 | Clubs | AT43 (1 Wo.)AT |             |
| 2015 | Spot  | AT12 (7 Wo.)AT |             |
| 2021 | Drum  | AT9 (2 Wo.)AT |             |

Weitere Alben
- 1990: Auf da Oim gengan die Kia (CD, MC)
- 1991: Most (LP, CD, MC)
- 1993: ! Wirrwarr ! (CD-MINI)
- 2006: dog2 remixes (LP, CD)
- 2007: die Kia (CD) (Erweiterte Neuauflage von: Auf da Oim gengan die Kia  1990)
- 2024: Live im Chelsea (2xLP)

## Filme
Es wurden zwei Langdokumentarfilme über Attwenger hergestellt:
- 1995: Attwengerfilm
- 2006: Attwenger Adventure (uraufgeführt am 24. April 2007 im Rahmen des Crossing-Europe-Festivals im Linzer Kino Moviemento)

Darüber hinaus waren Attwenger 2010 ein wichtiger Bestandteil des Dokumentarfilms Es muss was geben, der das Aufkommen der alternativen Musikszene in Linz thematisiert.